# Maria Madeira
Maria Madeira (* 1966 in Ermera, Portugiesisch-Timor) ist eine osttimoresische Künstlerin und Kulturaktivistin. Neben Gemälden stellt sie auch Installationen und andere Formen der Bildenden Kunst her. 2024 lebte Madeira mit ihrem Partner und ihrem Sohn im australischen Perth.

## Werdegang
Madeira floh 1975 vor der indonesischen Invasion ihres Heimatlandes zunächst in das indonesische Atambua in Westtimor. Dort wurde sie 1976 nach acht Monaten von der portugiesischen Luftwaffe ausgeflogen und kam in ein Flüchtlingscamp in Portugal des Roten Kreuzes am Rand von Lissabon. Dort lebten auch Flüchtlinge aus den ehemaligen afrikanischen Kolonien Portugals. Hier war das Zeichnen eine von Madeiras Hauptbeschäftigungen. In Braga besuchte Madeira eine katholische Privatschule. Eine Zeit lang überlegte sie Nonne zu werden.
Im August 1983 wanderte ihre Familie nach Australien aus, wo bereits Verwandte lebten, die mit dem Boot nach Darwin geflohen waren. In Perth studierte Madeira an der Curtin University, die sie 1991 mit einem Bachelor of Arts für Bildende Kunst abschloss. 1993 erhielt sie dort auch ein Graduate Diploma of Education für das Fach Kunst. 1996 folgte ein Bachelor of Arts in Politikwissenschaften an der Murdoch University. 2019 erlangte sie schließlich einen Postgraduiertenabschluss (Doktor der Philosophie – Kunst) an der Curtin University.
Zwischen 1996 und 2000 arbeitete Madeira in Westaustralien als Kunstlehrerin an einer High School und als Künstlerin und Kulturberaterin für verschiedene Kunst- und Kulturorganisationen. Zwischen 2000 und 2004 kehrte sie nach Osttimor zurück, um dort zu leben und sich am Wiederaufbau und der Entwicklung des Landes zu helfen.

## Schaffen

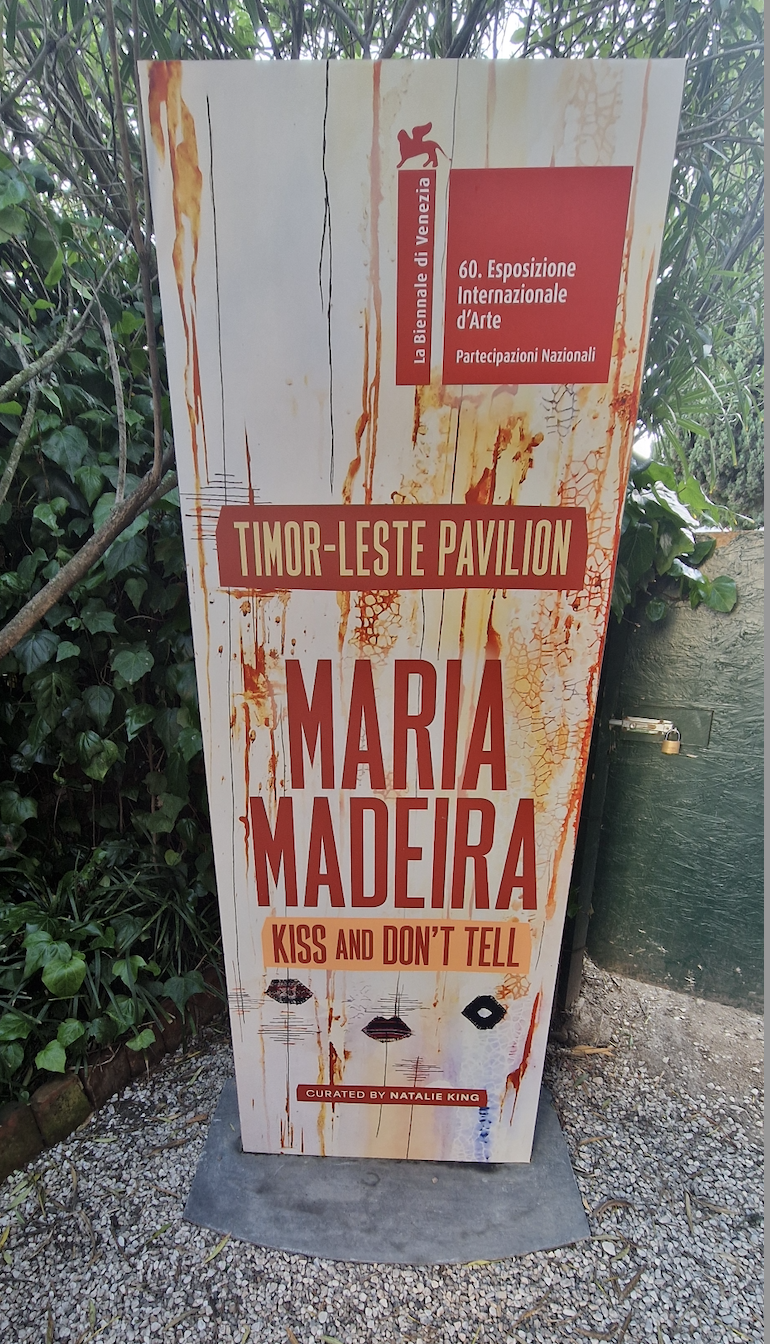
Hinweis auf Madeiras Ausstellung im Pavillon von Timor-Leste auf der Biennale in Venedig 2024. Der Hintergrund des Plakats zitiert ihre Arbeit „Kiss and don't tell“

Madeira wird als politische Künstlerin beschrieben, die oft Osttimors Leidenszeit unter der indonesischen Besatzung thematisierte. Sie begann abstrakte Bilder zu schaffen, in denen sie die Muster der Tais verwendete, der traditionellen gewebten Tücher Osttimors. Madeira empfindet die timoresische Kunst als etwas feminin, im Gegensatz zur patriarchalen Gesellschaft in Osttimor. Allerdings werden die Werke von Frauen (Tücher, Keramik, Körbe) meist nur als Gebrauchsgegenstände angesehen, während Schmuck und Figuren, die von Männern hergestellt werden, als Kunst betrachtet werden. Madeira möchte die traditionelle Kunst der Frauen hervorheben.
Auf ihrer Homepage wird ihre Arbeit folgendermaßen beschrieben:

„Eines ihrer Hauptanliegen als Künstlerin, Kunstpädagogin und Kulturberaterin ist es, die Kultur und die Traditionen von Timor-Leste anderen Gesellschaften zu vermitteln - und umgekehrt. Sie ist der festen Überzeugung, dass Kunst und Kultur den Geist und die Seele einer Nation ausmachen und ein Mittel sind, durch das künftige Generationen die Schönheit und Stärke ihrer eigenen Kultur schätzen lernen und auf diese Weise entdecken können, wer sie in der Welt sind.“

Von Juli bis September 2008 gehörte Madeira der osttimoresischen Künstlergruppe Arte Moris an.
Madeiras Spektrum erstreckt sich von Gemälden, Zeichnungen und Mischtechnike über Skulpturen bis hin zu Installationen reicht. Ihre Arbeiten wurden in über 30 internationalen Ausstellungen in Australien, Portugal, Brasilien, Macau, Indonesien und Osttimor gezeigt. 2005 präsentierte Madeira im Hotel Timor als erste Künstlerin im inzwischen wieder unabhängigen Osttimor eine Ausstellung, die allein ihre Werke zeigte. Auf der Expo 98 in Lissabon zeigte Madeira das Werk „Mar de Timor, Mar de Paz“. Mit ihrem Werk „Kiss and Don't Tell“ vertritt Madeira 2024 als erste Künstlerin Osttimor auf der Biennale di Venezia. Die Installation besteht aus 25 handbemalten Paneelen, die mit roter Erde bedeckt sind. Mit ihrem Mund hat die Künstlerin Betelnusssaft darauf verteilt. Auf Kniehöhe befinden sich rote Lippenabdrücke. Madeira entdeckte im Ort Gleno eine Wand, die osttimoresische Frauen mit Lippenstift küssen mussten, nachdem sie von indonesischen Besatzungssoldaten vergewaltigt worden waren. So sollte man zählen können, wie viele Frauen vergewaltigt wurden. „Während die Männer früher Waffen benutzten, haben wir mit unserem Körper gekämpft“, erklärt Madeira dazu.

## Ausstellungen
- 1991 Installation, Abschlussausstellung, Curtin University, Australien

- 1992 Installation Dislocation, Curtin University, erste größere Gruppenausstellung

- 1996 East Timor ‐ Land of Crosses, Perth Institute of Contemporary Arts, Australien, erste Einzelausstellung

- 1998 East Timor Cultural Week, Universität von Aveiro, und Mar de Timor, Mar de Paz, World Expo98, Universität Lissabon, erste internationale Gruppenausstellungen

- 2003 Installation Hili Batar, Picking Corn, Trade Fair Exhibition, Instituto Camões, Dili, erste Gruppenausstellung in Timor-Leste

- 2005 A dream come true, Hotel Timor, Dili, erste Einzelausstellung in Timor-Leste überhaupt

- 2011 Familiar Steps, Festival da Lusofonia, Macao, Einzelausstellung

- 2014 Ina Lou, Galerie Cipta II, Djakarta, erste Einzelausstellung einer Künstlerin aus Timor-Leste in Indonesien

- 2019 Timor-Leste: An Artistic perspective,  University of Colorado, erste Einzelausstellung in den USA

- 2022 A place in the Sun, Fundação Oriente, Dili, Einzelausstellung

- 2023 Ko'Alia Funan-Funan (engl. Flowery Talk), Fundaçao Oriente, Dili, Einzelausstellung

- 2024 Kiss and Don't tell, Pavillon von Timor-Leste, Biennale Venedig

## Auszeichnungen
- 2008 ArtsWA grant, Department of Culture & the Arts, Westaustralien
- Australian Postgraduate Award Scholarship 2009
- Fremantle Arts Centre Print Award 2021, Westaustralien[5]